# Генріх II (король Франції)
Генріх II Валуа (фр. Henri II, 31 березня 1519 — 10 липня 1559) — король Франції з 25 липня 1547 року до його смерті. Другий син Франциска I від шлюбу з Клод Французькою, дочкою Людовика XII, з Ангулемської династії Валуа.

## Біографія
При народженні отримав титул герцога Орлеанського. Після поразки в битві при Павії в 1525 році, його батько Франциск I був ув'язнений королем Іспанії Карлом V. Згідно Мадридської угоди, підписаної у 1526 році, Генріх, разом зі старшим братом дофіном Франциском, був відданий у заручники в обмін на звільнення короля Франції. Цей полон тривав чотири роки.
Після виплати величезного викупу бранці повернулися до Франції у 1530 році разом зі своєю новою мачухою та новою королевою Франції Елеонорою, сестрою Карла V. На прохання Франциска I, Діана де Брезе, дружина великого сенешаля Нормандії, бере 12 річного Генріха під опіку задля ознайомлення принца зі світським життям. Цей зв'язок триватиме впродовж усього життя Генріха. Після смерті великого сенешаля Нормандії Франсуа де Брезе їх будуть поєднувати також близькі особисті стосунки, попри 20-річну різницю у віці. Згодом Діана матиме неабиякий вплив на Генріха, отримає титул герцогині Валентинуа, значно збагатиться коштом корони. Всі важливі рішення король Франції Генріх II узгоджуватиме з Діаною.
1536 року Генріх стає дофіном, спадкоємцем престолу, а питання відсутності дітей у молодого подружжя виходить на перший план. В 1538 році Генріх, відбувши в північну Італію на театр воєнних дій, матиме короткий зв'язок з Філіпою Дучі, від якого народиться дочка Діана, таким чином довівши, що дофін може мати дітей. Лише через 10 років подружнього життя Катерина Медічі завагітніє. В 1544 році, з'явиться довгоочікуваний первісток — Франциск. Всього вона народить десять дітей

## Зовнішня політика

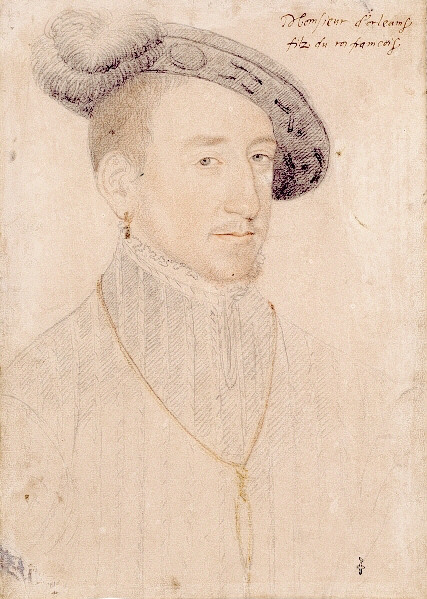
Генріх в молодості 1540 рік

Генріх II продовжував зовнішню політику трьох своїх попередників: Карла VIII, Людовика XII та Франциска I. Це вилилось у чергу військових конфліктів з Іспанією. З 1494 року тривало це протистояння між Габсбургами та Валуа. Враховуючи те, що з 1520 року король Іспанії Карл V став ще й імператором Священної Римської імперії, зрозуміло, що воєнні дії велись ледь не по всьому периметру Франції: у північній Італії, в Нідерландах, Фландрії, Лотарингії, Наваррі. Англія брала активну участь в цих бойових діях то на одному, то на іншому боці, в залежності від політичної кон'юнктури та власної вигоди. Франція долучала до протистояння на Середземному морі флот Османської імперії Сулеймана Пишного, та не цуралась підтримки берберських піратів Хайр ад-Діна Барбаросси. Результатом виснажливого протистояння стало фактичне повернення до передвоєнного status quo та значні втрати для економік обох країн. Наприклад, Іспанія в 1557 році визнала себе банкрутом, попри регулярне постачання золота з копалень Америки, оскільки не змогла виконувати свої зобов'язання по кредитах отриманих у генуезьких банках. Генріх цього розвитку подій уник завдяки завбачливо підписаній угоді з ліонськими банкірами, що дозволяла йому повернення кредитів протягом п'яти років.

## Військові дії
В 1548 році він перебуває в ледь прихованій ворожнечі з Карлом V. Не зустрівши перепон з боку англійців, він вступив у союз з німецькими протестантськими князями. В той час, коли Мориць Саксонський зрадив Карлу V, Генріх напав на Лотарингію та завоював Туль, Верден та Нансі. Французам також вдалося захопити Мец, але наступ на Страсбург провалився. У 1552 році Карл V взяв в облогу Мец, де мужньо тримав оборону герцог Гіз. Карл, втративши понад половину свого 50-тисячного війська, вимушений був відступити.
У північній Італії активні військові дії поновилися у 1551 році. Маршал Бриссак з успіхом діяв у П'ємонті. Франко-турецький флот мав брати участь у завоюванні Неаполя. Та ця експедиція не вдалася. В 1556 році підписано 5-річне перемир'я з імператором, але за згодою з папою Павлом IV це перемир'я Генріхом порушено. Вже в наступному році герцог Гіз вирушив до Італії для завоювання Неаполю. Ця спроба закінчилася поразкою.
Ще менш успішно Генріх вів війну в іспанських Нідерландах. У 1557 році Конетабль Монморансі поспішив на допомогу оточеному Сен-Кантену, але зазнав нищівної поразки й разом зі значною частиною французьких аристократів потрапив у полон.
Значного успіху французи досягли на півночі, у протистоянні з англійцями. У 1550 році відвойовано Булонь. В 1558 році Гізу вдалося захопити Кале, важливу фортецю що знаходилася в руках англійців понад 200 років, з часів Столітньої війни, та була їхнім останнім форпостом на материку.
Обидві сторони конфлікту, і Франція та Іспанія були значно виснаженими. Тому Генріх II став ініціатором проведення мирних перемовин. Оскільки в 1556 році імператор Священної Римської імперії та король Іспанії Карл V зрікся престолу на користь свого сина та молодшого брата, перемовини вели Філіп ІІ король Іспанії та імператор Фердинанд І. Ув'язнений конетабль Монморансі виступав посередником підписання мирних угод. За Като-Камбрезьким мирним договором, укладеним в Като-Камбрезі у 1559 році, Франція втратила практично всі свої завоювання в північній Італії. Герцогу Савойському, вірному союзнику іспанців, поверталися Бресса, Бюже, Вальроме. Та найголовніше, у вигляді приданого сестри Генріха мадам Маргарити, герцог Савойський повертав собі власне Савою та П'ємонт. Ці, та інші територіальні поступки були дуже не популярні в народі. Прославлений полководець герцог Гіз сказав Генріху: «Сір, навіть якби ви 30 років тільки програвали, то й тоді б не втратили того, що хочете разом віддати…» Також задля примирення, було вирішено віддати старшу доньку Генріха Єлизавету за короля Іспанії Філіпа ІІ.

## Внутрішня політика

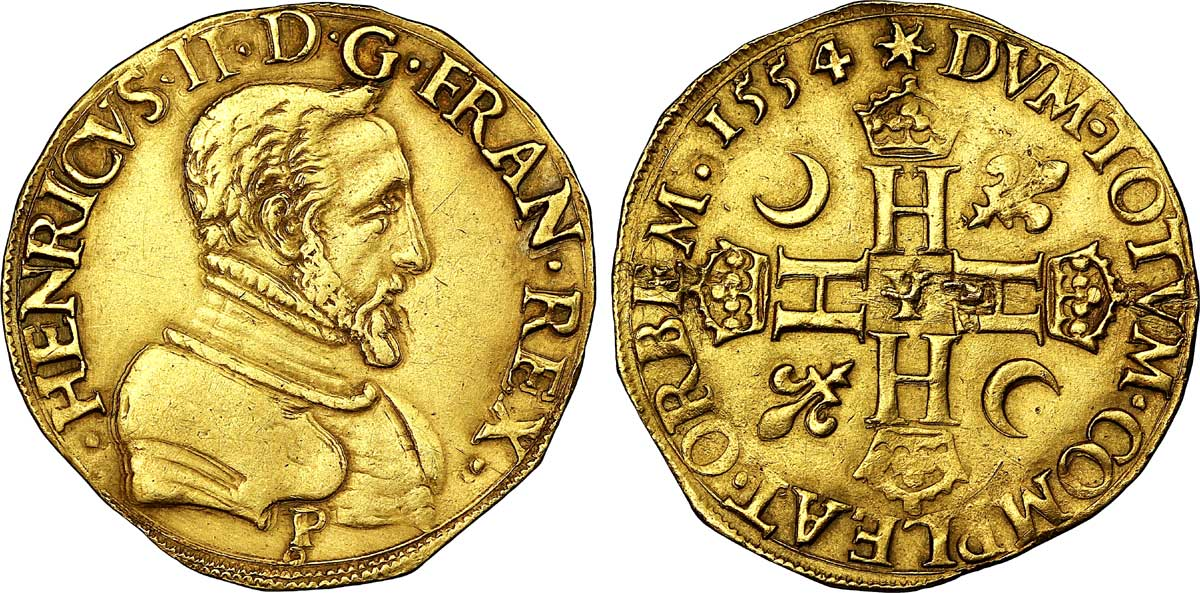
Подвійний золотий анрідор Генріха II

Перебував під значним впливом герцогині Валентинуа, яка урівноважувала два ворогуючих клани — спільників конетабля Монморансі та родини Гізів. Був непримиренним католиком. З 1545 року, коли почався Тридентський собор, почалася епоха котрреформації. В наступні 18 років боротьба з протестантизмом набула жорсткої форми. У 1551 році прийнятий Шатобріанський едикт що посилював репресії. Відтепер кальвінізм карався смертю. При ньому проводилися перші масові облави на протестантів, суди інквізиції над ними та конфіскації їх майна. Так в Парижі 4 вересня 1557 року було захоплено близько 400 протестантів, під час їх зібрання в молитовному домі на вулиці Сен-Жак. Семеро з них згодом було страчено на вогнищі.
В економічному плані вів досить збалансовану політику. Економіка Франції була на підйомі. 90 % складало сільське населення, та все ж мануфактура в цей час активно розвивалась. В суспільстві панувало очікування «золотого віку» після закінчення воєн.

## Згадки про Генріха

Генріх II, гравюра

У 1558 році венеційський посол Джовані Соранцо так описує Генріха:
《Король високий на зріст, вельми доброї статури та пристосований для втомлюючих вправ. Він вирізняється міцним здоров'ям та не хворів жожними хворобами, окрім мігрені, яку намагається побороти за допомогою пілюль. Король засмаглий та має темне волосся, але по всій шевелюрі вже пробивається сивина. Мускулатура його на диво розвинена, але, якщо не остережеться, постійно займаючись фізичними екзерсисами та не обмежуватиме себе в їжі, дуже скоро стане гладким. Риси довгастого обличчя дещо грубі, очі — маленькі та світлі. На вигляд трохи меланхолійний, бо король і справді такий від природи, одначе він також пройнятий величністю та доброзичливістю. В цілому, що стосується вживання їжі, напоїв та сну, він дуже стриманий, їсть і п'є дуже мало. Розпорядок дня короля завжди однаковий: він рано встає, збирає вузьке коло радників та засідає з ними протягом двох годин, потім відвідує богослужіння і публічно снідає. Потім ще дві години дає аудієнції. Саме в цей час він приймає послів. Окрім французької знає іспанську та італійську. Після аудієнцій король з невеликою свитою відбуває в апартаменти мадам Валентинуа, де проводить біля години, а далі грає в пель-мель, м'яч або присвячує час іншим вправам. Після публічного обіду король йде до королеви, де збирається більша частина придворних і дам, і з задоволенням спілкується з ними понад годину. Король віддає перевагу солдатській компанії перед колом витончених мислителів. Він любить війну та полювання, здебільшого на оленя, і виїжджає на нього два-три рази на тиждень. Любить він також музику та охоче насолоджується нею при пробудженні та відходячи до сну. Король не має хисту ані до будівництва, ані до колекціонування коштовностей та килимів. Проте ходять чутки, що коли всі війни скінчаться, він збудує великий палац》

## Загибель

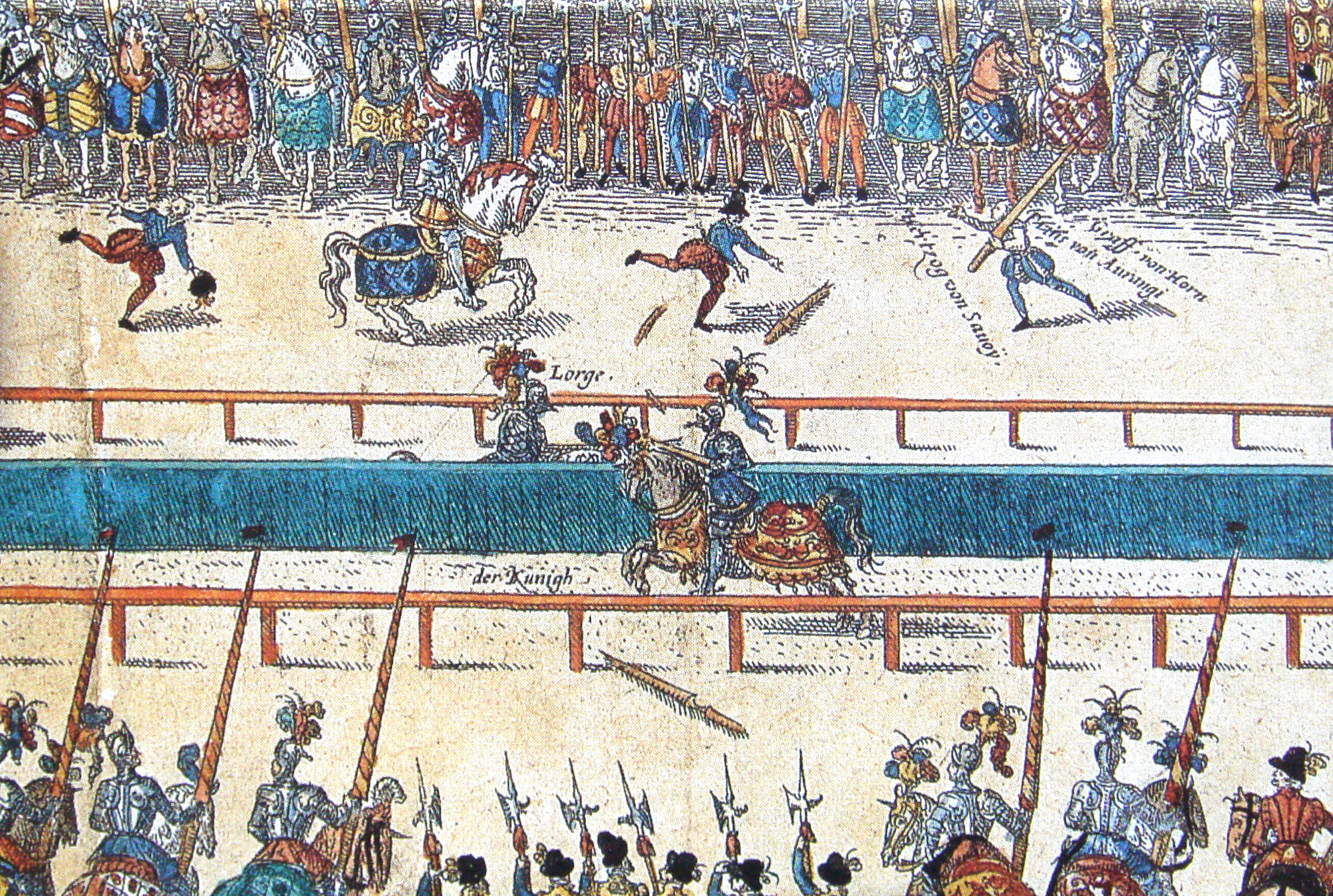
Фатальний двобій між Генріхом II та графом Монтгомері (німецький принт XVI століття)

На честь святкування шлюбу своєї дочки з королем Іспанії та сестри з герцогом Савойським, Генріх вирішив провести триденний лицарський турнір, у якому і сам брав участь. Наприкінці останнього дня турніру 30 червня 1559 року він зійшовся у двобої з молодим графом Монтгомері. Списи обох супротивників було зламано. Але уламки списа молодого графа завдали страшних травм королю. Декілька гострих скіпок пробилися через забрало шолома й уразили короля в чоло над правою бровою та в кут лівого ока. Найкращі лікарі того часу намагалися врятувати Генріха. Не знаючи, як вибрати великі скіпки, вони домоглися того, щоб їм дали можливість провести експеримент на чотирьох страчених в'язнях. 3 липня Філіпп II відправив їм на допомогу знаменитого анатома Андре Везаля з Брюсселя. Також долучався Амбуаз Паре. Того ж дня Генріху полегшало, він із задоволенням слухав музику, та дав обітницю, що в разі одужання пішки піде до Нотр-Даму де Клері. Також наказав у неділю продовжити святкування. Та вже наступного дня йому стало значно гірше. Вночі 9 липня поспіхом провели церемонію вінчання герцога Савойського та Маргарити Французької. Це відбулося в апартаментах Єлизавети Валуа, нової королеви Іспанії.
10 липня Генріх II Валуа помер, на великий жаль для тих, хто спостерігав за його мужньою боротьбою зі смертю протягом десяти днів. Катрен Нострадамуса, друкований в 1555 році, в якому йде мова про загибель «старого лева» у протистоянні з «молодим», який «виколе йому очі», пізніше отримав славу, як пророкування загибелі Генріха, причому таке, що здійснилося ще за життя автора.

## Родина
Дружина — Катерина Медічі (1519—1589), племінниця папи Климента VII
Діти:
- Франциск II (1544—1560) — король Франції з 1559 року;
- Єлизавета (1545—1568) — Була спочатку заручена з іспанським дофіном Доном Карлосом, але потім видана заміж за його овдовівшого батька — Філіпа II;
- Клод (1547—1575) — дружина герцога Лотаринзького Карла II;
- Людовик (1549—1550) — герцог Орлеанський;
- Карл IX (1550—1574) — король Франції з 1560 року;
- Генріх III (1551—1589) — король Польщі в 1573—1574 рр, пізніше король Франції з 1574 року;
- Маргарита (1553—1615) — «королева Марго», з 1572 року дружина Генріха Наварського, в подальшому короля Франції Генріха IV. Їх весілля було прелюдією до «Варфоломіївської ночі». Розлучені в 1599 році;
- Геркулес (1554–1584)
- Вікторія (1556) — померла у віці одного місяця.
- Іоанна (1556) — вона і Вікторія сестри-близнюки були останніми дітьми Катерини Медічі. Після важких пологів, ледь не вартувавших життя породіллі, лікарі заборонили ій мати дітей.

Байстрюки
- Діана Валуа (1538—1619)
- Генріх Ангулемський (1551—1586)
- Генріх Сен-Ремі (1557—1621)

## Галерея (портрети дітей)

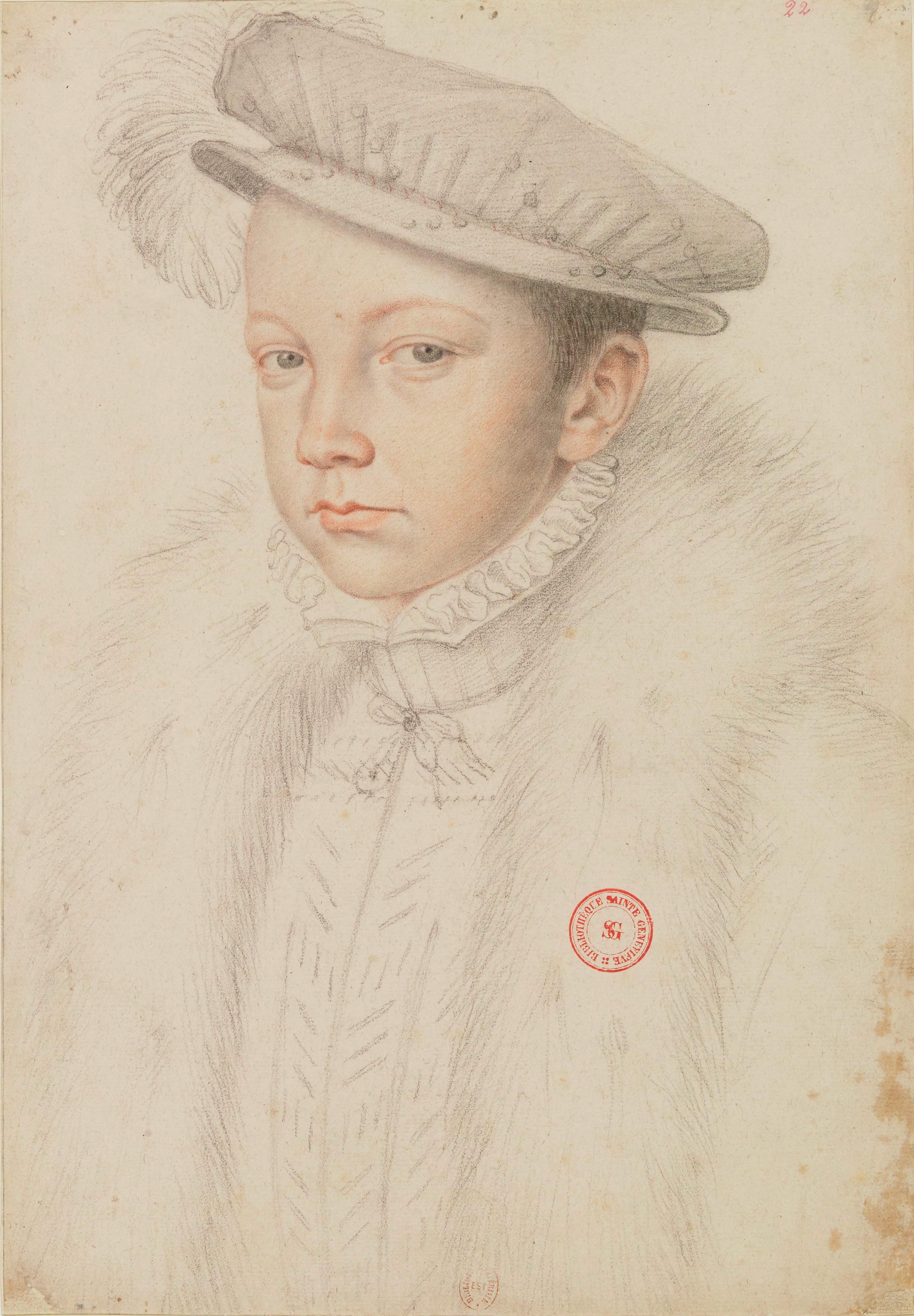
Франциск ΙΙ
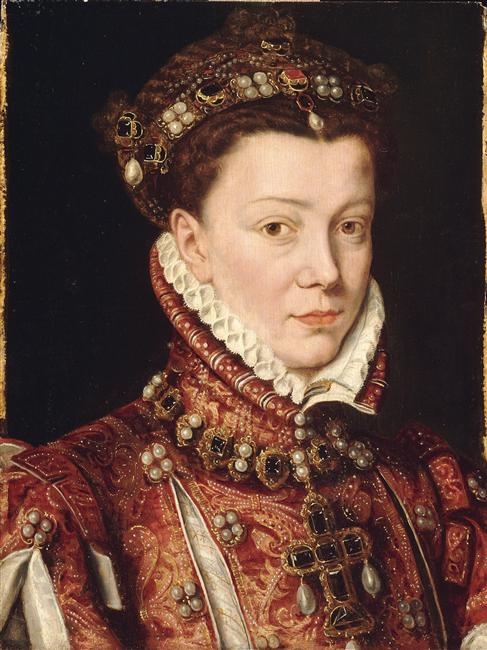
Єлизавета
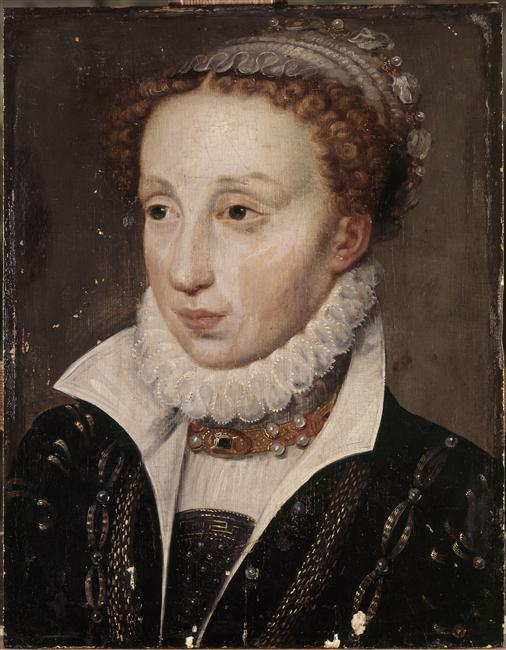
Клод
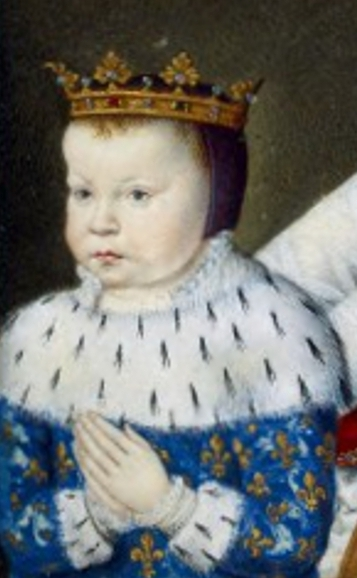
Людовик
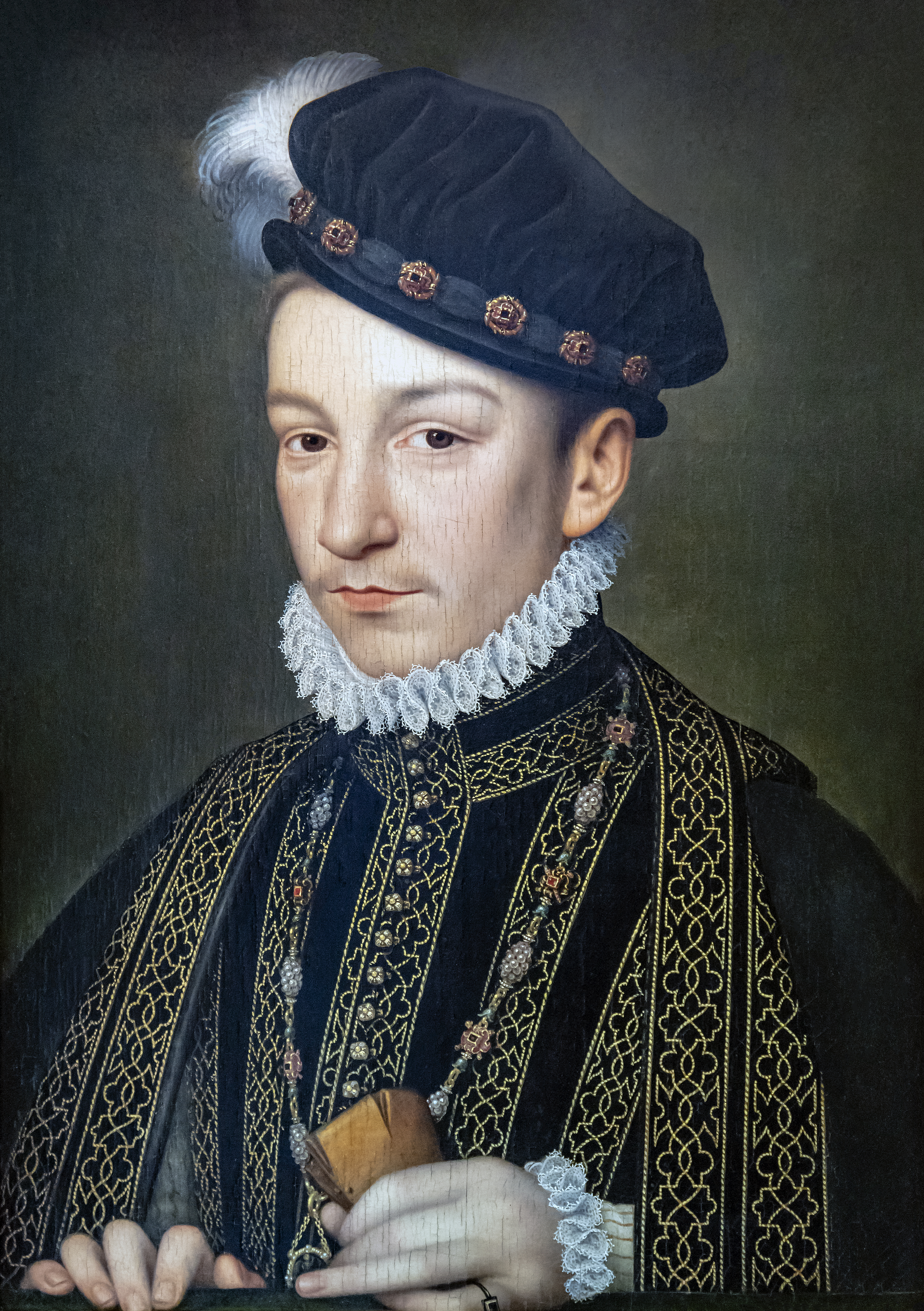
Карл IX
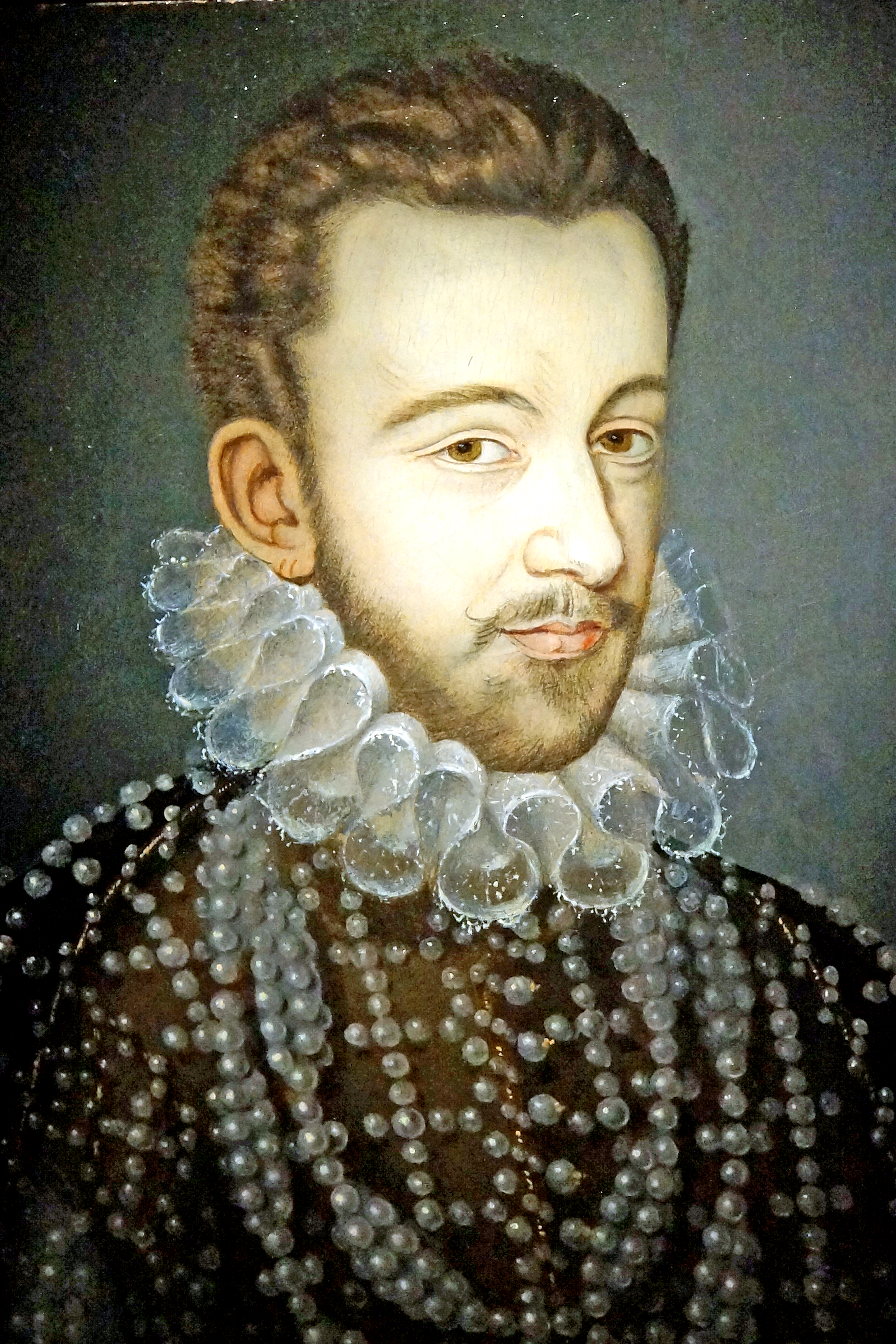
Генріх III
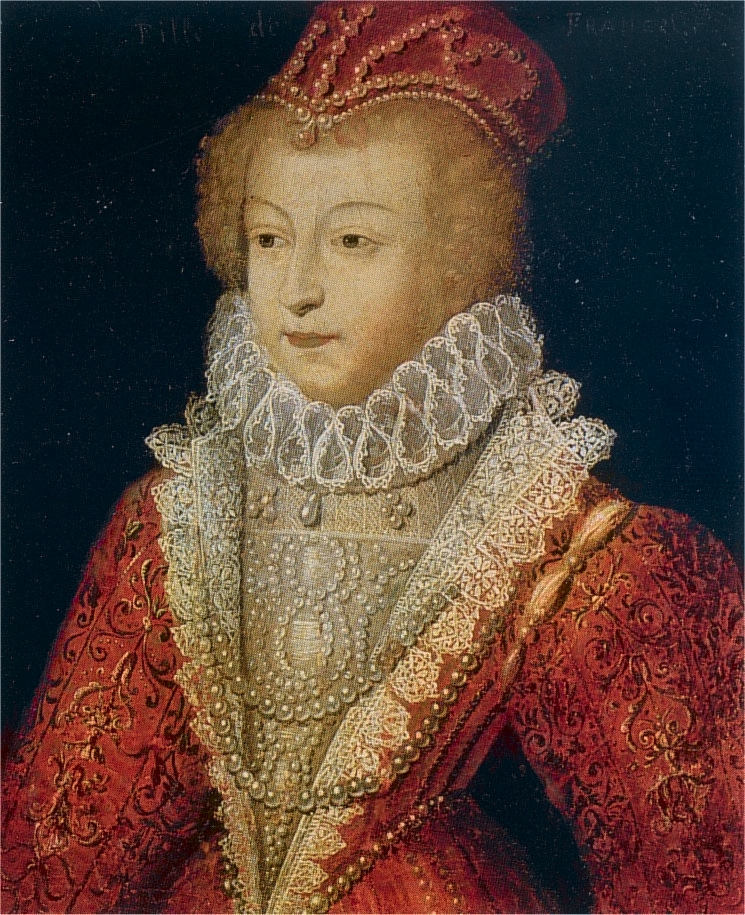
Маргарита
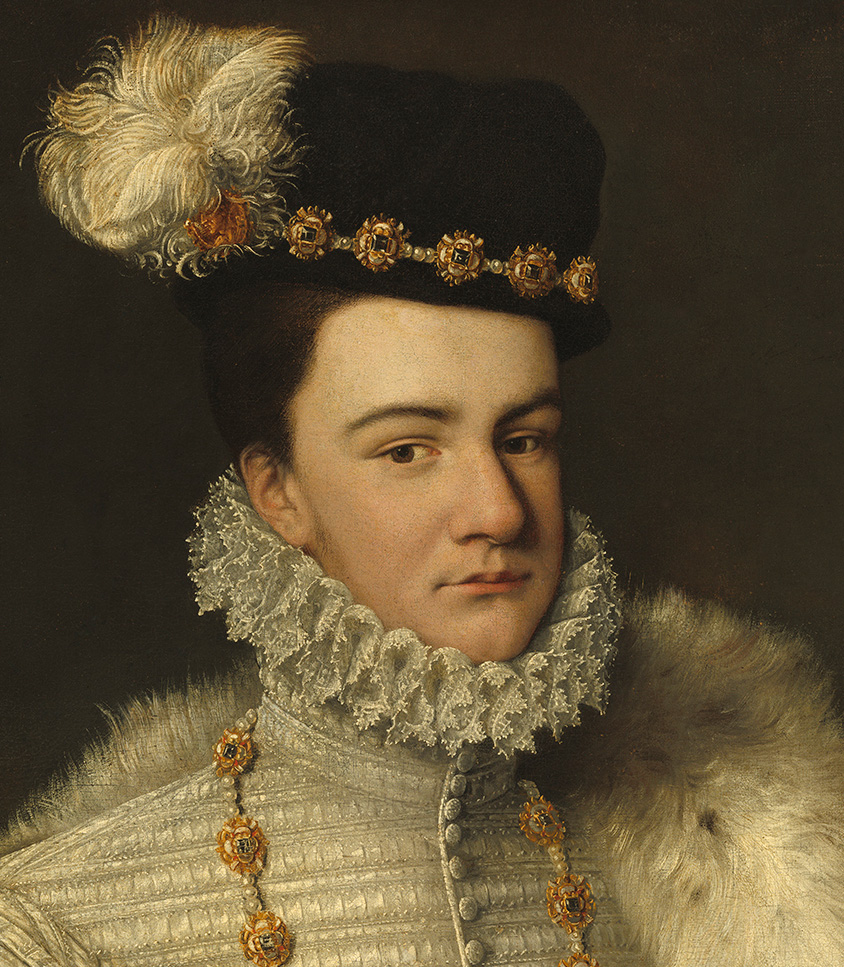
Геркулес
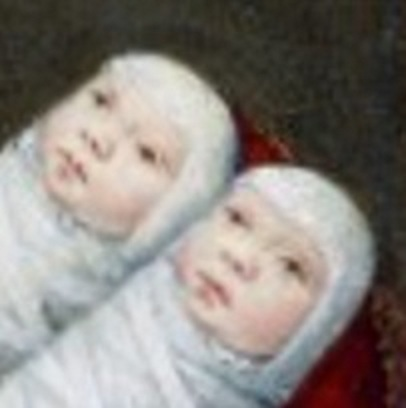
Вікторія
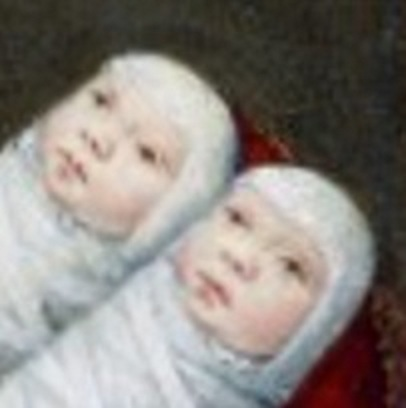
Іоанна